# 南澳大学
南澳大学（英語：University of South Australia；簡稱UniSA），亦稱南澳大，位於澳大利亚南澳大利亚州首府阿德雷德；是澳大利亞五所主要的理工大學之一，亦是南澳大利亚州規模最大之公立大學。前身為1889年創立的「南澳理工學院」與1856年創立的「南澳高等教育學院」，1991年正式立法整併為南澳大學，現有5處校區，校總區設立於南澳首府阿德雷得。
UniSA在QS世界大學排名及評等中獲得5星評價，在全球約兩萬所大學中排名前2%，其護理、教育學及法學專業居於世界排名前100名，商業、教育及工程專業亦表現傑出，
UniSA乃澳洲科技大學聯盟的成员。学生总数近30,000名，其中的9,000名留學生來自於海外80餘國；設有本科课程和研究生课程，提供了290个获得国际认可的学位课程。

## 校舍
設有兩個市中心校舍（城西、城東），兩個大都會區校舍（摩臣湖、墨喬），兩個遠郊地區校舍（威亞來、甘卑亞山）。另外，南澳大學與香港浸會大學和亞洲其他高等教育機構的私立機構合作提供離岸學位課程。

### 城東校舍

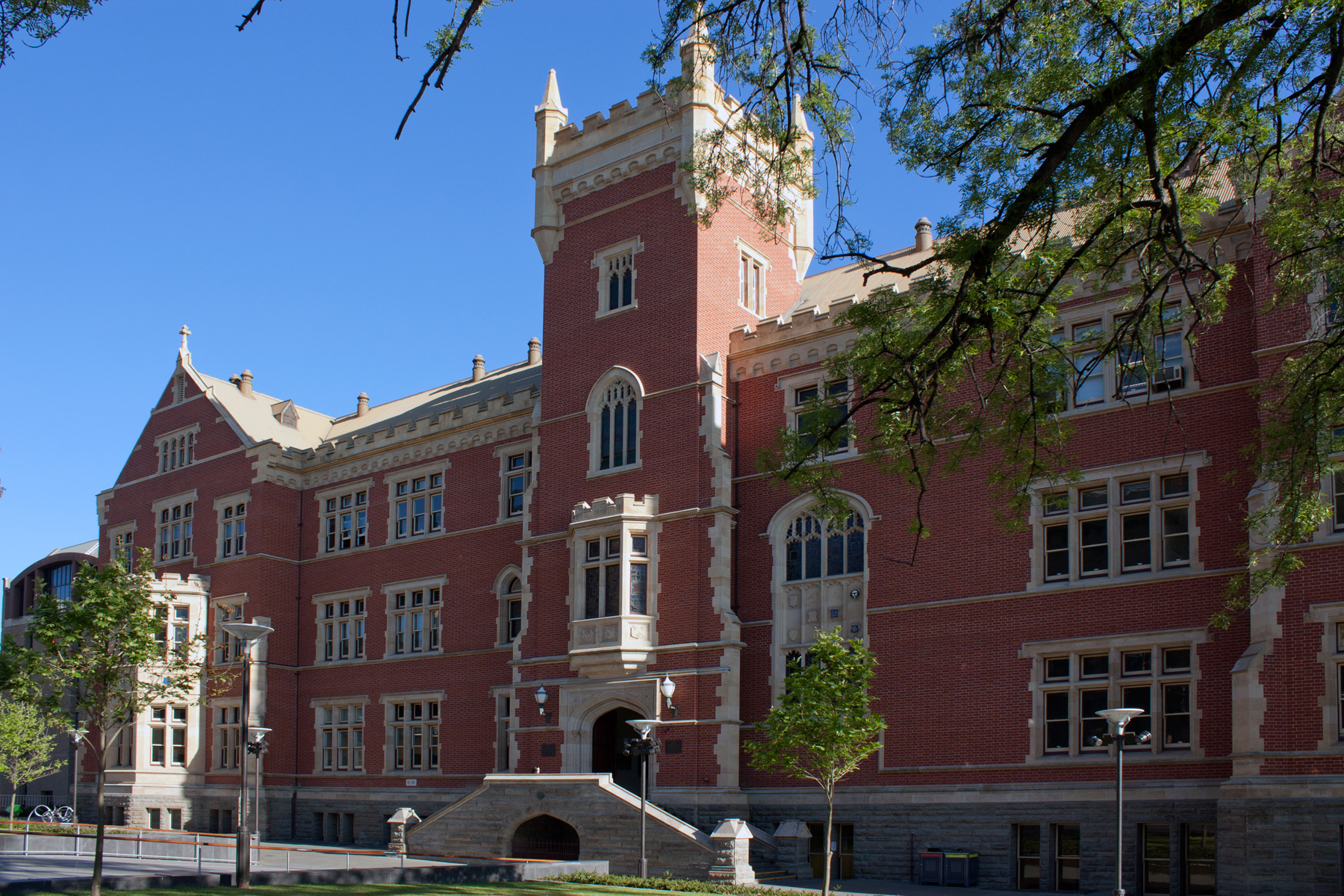
南澳大學城東校舍（卜文樓）

城東校舍（英語：City East Campus）位於市中心大北臺及風明道交界，大樓前身為南澳理工學院。城東為南澳大學之健康科學系主要校舍。

### 城西校舍
城西校舍（英語：City West Campus）位於市中心大北臺。

### 摩臣湖校舍
摩臣湖校舍（英語：Mawson Lakes Campus）位於摩臣湖。

### 墨喬校舍
墨喬校舍（英語：Magill Campus）位於墨喬。

## 四大學院
- 商學院（页面存档备份，存于）
- 教育社會文學院（页面存档备份，存于）
- 健康學院（页面存档备份，存于）
- 資訊科技環境工學院（页面存档备份，存于）

## 盟校
澳洲科技大學聯盟（Australian Technology Network of Universities, ATN）
- Curtin University（页面存档备份，存于） 科廷大學

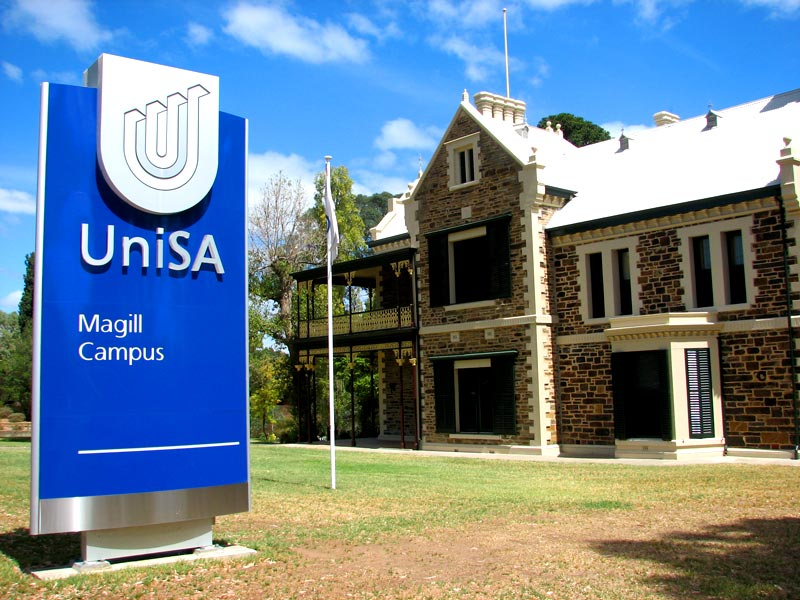

- University of South Australia（页面存档备份，存于） 南澳大學
- Royal Melbourne Institute of Technology（页面存档备份，存于） 墨爾本皇家理工大學
- University of Technology, SydneyArchive.today的存檔，存档日期2012-08-05 雪梨科技大學

## 外部連結
- 南澳大學官方網站*南澳大學國際商學研究所（MBA學位課程）
- 南澳大學先進製造研究中心
- （页面存档备份，存于）
- 南澳大学簡介（页面存档备份，存于）
- 南澳大學台灣校友會
- 南澳大學香港校友會